# Čestná stráž

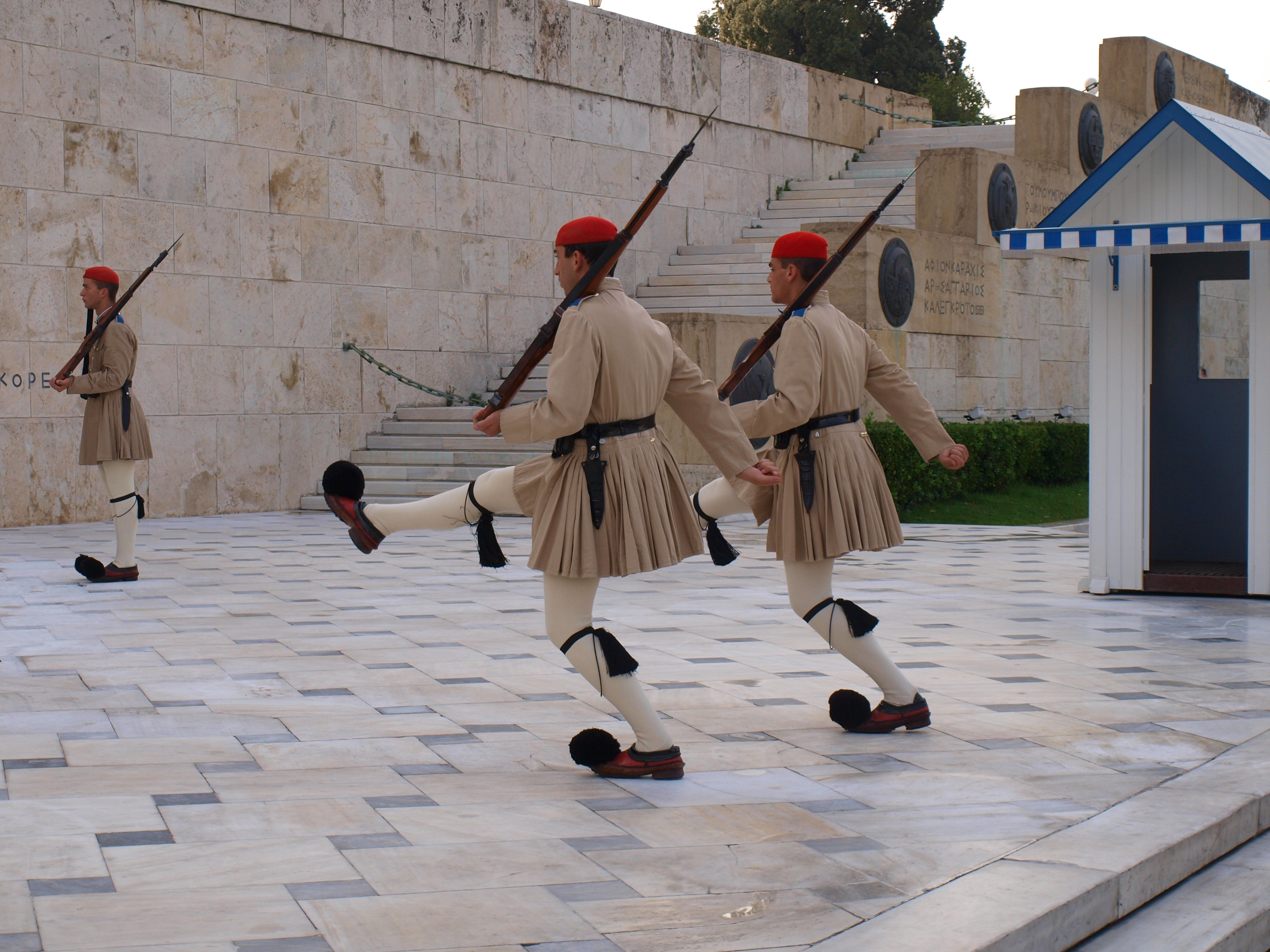
Řecká čestná stráž, evzoni, chránící Hrob Neznámého vojína na náměstí Syntagma v Athénách

Čestná stráž je označení pro člověka, nebo skupinu lidí, většinou vojáků, kteří vykonávají stráž z čestných, ceremoniálních či reprezentativních důvodů u budov, pomníků, při pohřbech, při vítání význačných návštěv, případně i v dalších slavnostních situacích. Čestná stráž může být sestavena jak z dobrovolníků, kteří například takto vzdávají čest padlému spolubojovníkovi při pohřbu, většina států si ale také ve své armádě trénuje specifické jednotky pro ceremoniály přímo určené, u kterých se dbá na honosnou výstroj a příslušníci těchto jednotek většinou mají mít reprezentativní vzhled.

## Česko
V Česku jsou dvě části vyhrazené převážně pro ceremoniální úkony. Ochranu prezidenta a jeho sídla zajišťuje Hradní stráž a většinu ostatních úkonů obstarává Čestná stráž Armády České republiky. 
V případě potřeby vykonávají vojenskou hudbu Ústřední hudba Armády České republiky a Vojenská hudba Olomouc.
V Československu byly za bývalého režimu běžné čestné stráže pionýrů, např. při oslavách konce druhé světové války.
Současně působí v Česku také Sokolská stráž, která je čestnou jednotkou České obce sokolské (Sokola). 

## Slovensko
Na Slovensku funguje čestná stráž prezidenta Slovenské republiky, která střeží prezidentský palác.